# Хонхай
Хонхай (англ. Honghai Crane) — это мощнейший подвижный козловой кран в мире. Построен китайской компанией Honghua Group в 2014 году в провинции Цзянсу, применяется в судостроении.

## Описание
- Высота — 150 метров.
- Пролёт — 124 метра.
- Вес — 14 800 тонн.
- Грузоподъёмность: способен поднимать 22 тысячи тонн на высоту 65 метров[2].
- Максимальная высота подъёма — 71 метр.
- Мощность — 1800 кВт[3][4]

Впервые был задействован в ноябре-декабре 2014 года, при постройке судна на площадке компании «Honghua Offshore Oil & Gas Equipment» в Цзянсу.